# Soudy v Česku

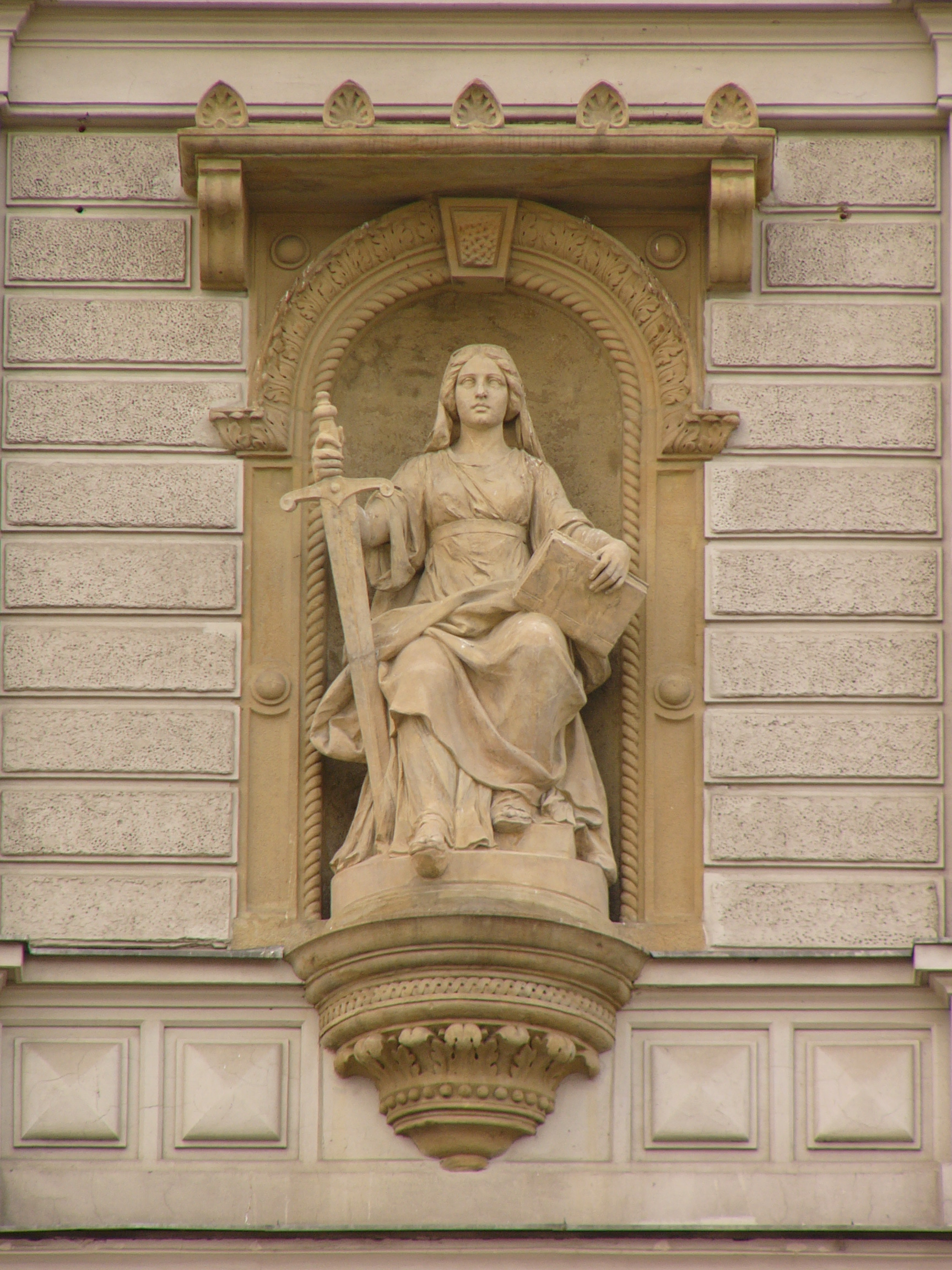
Spravedlnost na budově olomouckého okresního soudu

Soudy v Česku jsou nezávislé státní orgány vykonávající podle hlavy čtvrté Ústavy soudní moc. Tedy zákonem stanoveným způsobem zajišťují v občanskoprávním řízení ochranu subjektivních práv, v trestním řízení rozhodují o vině a trestu za trestné činy a ve správním soudnictví přezkoumávají akty orgánů veřejné správy, případně rozhodují i o dalších věcech, které jsou jim zákonem svěřeny.
Mimo soustavu těchto obecných soudů jako zvláštní ústavní orgán soudního typu stojí Ústavní soud, který v ústavním soudnictví rozhoduje o souladu obecných právních předpisů i individuálních rozhodnutí s ústavním pořádkem.

## Soustava soudů
Soustava českých soudů je čtyřčlánková:
1. nejvyšší soudy (NS a NSS)
2. vrchní soudy (2)
3. krajské soudy (8)
4. okresní soudy (86)

Jde o články, nikoli o stupně (takto se označují v konkrétním soudním řízení, které je standardně dvoustupňové), protože soudy jsou nejen nezávislé na jiných státních orgánech, ale i navzájem samy na sobě. V soustavě soudů tak neexistují vztahy nadřízenosti a podřízenosti, jako je tomu např. u státních zastupitelství. Pokud tedy soud vyššího stupně zruší rozhodnutí soudu prvního stupně a věc mu vrátí se závazným právním názorem, učiní tak jen na základě zákonem svěřené pravomoci rozhodovat o opravných prostředcích („vyšší instance“), nikoli na základě svého „nadřízeného“ postavení. Tato nezávislost však neplatí pro státní správu soudů, vykonávanou Ministerstvem spravedlnosti a předsedy vyšších soudů, ta totiž není výkonem soudní moci, ale moci výkonné.
Soudy prvního stupně jsou především okresní soudy a o odvoláních proti jejich rozhodnutím rozhodují krajské soudy, v některých případech (nejzávažnější trestné činy, insolvenční řízení, spory ve věcech obchodních korporací, hospodářské soutěže, duševního vlastnictví apod.) je ale prvním stupněm krajský soud a odvolacím soudem je pak vrchní soud. Krajské soudy také rozhodují jako správní soudy.
Vrcholnými orgány soudní moci v České republice jsou Nejvyšší soud, který zejména prostřednictvím rozhodování o dovoláních sjednocuje judikaturu v civilním i trestním soudnictví, a Nejvyšší správní soud rozhodující o kasačních stížnostech ve správním soudnictví. Ústavní soud jako zvláštní ústavní orgán soudního typu stojí mimo tuto soustavu obecných soudů, rozhoduje-li ale o ústavní stížnosti, může zrušit libovolné soudní rozhodnutí. Sídlí v Brně stejně jako Nejvyšší soud, Nejvyšší správní soud a Nejvyšší státní zastupitelství, které se proto někdy označuje za centrum české justice.
Krajský soud s působností pro Prahu a okresní soud s působností pro Brno se označují jako městské soudy, pražské okresní soudy jako soudy obvodní. Krajských soudů je jen osm, protože soustava českých soudů stále odpovídá krajskému zřízení z roku 1960. V těch městech, které se staly krajskými až po vzniku samosprávných krajů v roce 2000, jsou zatím zřízeny pobočky krajských soudů. Výjimkou jsou Karlovy Vary, kde pobočka krajského soudu chybí, a Tábor, kde naopak pobočka je, ačkoli nejde o krajské město.

### Úvahy o reformě
Vzhledem k tomu, že takové uspořádání už neodpovídá současnému krajskému zřízení a protože i mezi jednotlivými soudy existují velké rozdíly (např. některé okresní soudy mají desítky soudců, zatímco jiné jich nemají ani deset, což nezajišťuje dostatečnou specializaci a zároveň tyto soudy nejsou personálně flexibilní), probíhají už řadu let diskuse o tom, jakým způsobem soustavu českých soudů změnit. V rámci těchto úvah je někdy jako nadbytečná kritizována existence vrchních soudů, které byly zavedeny až v 90. letech 20. století, bylo dokonce vážně zvažováno jejich zrušení, čímž by se soustava českých soudů změnila z komplikovanější čtyřčlánkové na jednodušší trojčlánkovou. Podobně je uvažováno o zrušení nejmenších okresních soudů, případně všech, ale v takovém případě by se z některých z nich mohly stát pobočky krajských soudů. K žádným změnám však zatím nedošlo. Obdobná reforma už ale proběhla na Slovensku, kde v roce 2022 došlo ke snížení počtu okresních soudů o jednu třetinu (z původních 54 na 36) a okresní soudy v sídlech krajů navíc získaly výlučnou příslušnost např. pro zvlášť závažné zločiny, obchodní věci nebo pracovněprávní spory.
| vrchní soud            | krajský soud                                              | okresní soud |
| ---------------------- | --------------------------------------------------------- | --- |
| Vrchní soud v Praze    | Městský soud v Praze                                      | Obvodní soud pro Prahu 1, Obvodní soud pro Prahu 2, Obvodní soud pro Prahu 3, Obvodní soud pro Prahu 4, Obvodní soud pro Prahu 5, Obvodní soud pro Prahu 6, Obvodní soud pro Prahu 7, Obvodní soud pro Prahu 8, Obvodní soud pro Prahu 9, Obvodní soud pro Prahu 10 |
| Vrchní soud v Praze    | Krajský soud v Praze                                      | Okresní soud v Benešově, Okresní soud v Berouně, Okresní soud v Kladně, Okresní soud v Kolíně, Okresní soud v Kutné Hoře, Okresní soud v Mělníku, Okresní soud v Mladé Boleslavi, Okresní soud v Nymburce, Okresní soud Praha-východ, Okresní soud Praha-západ, Okresní soud v Příbrami, Okresní soud v Rakovníku                                                         |
| Vrchní soud v Praze    | Krajský soud v Českých Budějovicích (s pobočkou v Táboře) | Okresní soud v Českém Krumlově, Okresní soud v Českých Budějovicích, Okresní soud v Jindřichově Hradci, Okresní soud v Pelhřimově, Okresní soud v Písku, Okresní soud v Prachaticích, Okresní soud ve Strakonicích, Okresní soud v Táboře |
| Vrchní soud v Praze    | Krajský soud v Plzni                                      | Okresní soud v Domažlicích, Okresní soud v Chebu, Okresní soud v Karlových Varech, Okresní soud v Klatovech, Okresní soud Plzeň-jih, Okresní soud Plzeň-město, Okresní soud Plzeň-sever, Okresní soud v Rokycanech, Okresní soud v Sokolově, Okresní soud v Tachově |
| Vrchní soud v Praze    | Krajský soud v Ústí nad Labem (s pobočkou v Liberci)      | Okresní soud v České Lípě, Okresní soud v Děčíně, Okresní soud v Chomutově, Okresní soud v Jablonci nad Nisou, Okresní soud v Liberci, Okresní soud v Litoměřicích, Okresní soud v Lounech, Okresní soud v Mostě, Okresní soud v Teplicích, Okresní soud v Ústí nad Labem                                                                                                 |
| Vrchní soud v Praze    | Krajský soud v Hradci Králové (s pobočkou v Pardubicích)  | Okresní soud v Havlíčkově Brodě, Okresní soud v Hradci Králové, Okresní soud v Chrudimi, Okresní soud v Jičíně, Okresní soud v Náchodě, Okresní soud v Pardubicích, Okresní soud v Rychnově nad Kněžnou, Okresní soud v Semilech, Okresní soud ve Svitavách, Okresní soud v Trutnově, Okresní soud v Ústí nad Orlicí                                                      |
| Vrchní soud v Olomouci | Krajský soud v Brně (s pobočkami v Jihlavě a ve Zlíně)    | Městský soud v Brně, Okresní soud v Blansku, Okresní soud Brno-venkov, Okresní soud v Břeclavi, Okresní soud v Hodoníně, Okresní soud v Jihlavě, Okresní soud v Kroměříži, Okresní soud v Prostějově, Okresní soud v Třebíči, Okresní soud v Uherském Hradišti, Okresní soud ve Vyškově, Okresní soud ve Zlíně, Okresní soud ve Znojmě, Okresní soud ve Žďáru nad Sázavou |
| Vrchní soud v Olomouci | Krajský soud v Ostravě (s pobočkou v Olomouci)            | Okresní soud v Bruntále (s pobočkou v Krnově), Okresní soud ve Frýdku-Místku, Okresní soud v Jeseníku, Okresní soud v Karviné (s pobočkou v Havířově), Okresní soud v Novém Jičíně, Okresní soud v Olomouci, Okresní soud v Opavě, Okresní soud v Ostravě, Okresní soud v Přerově, Okresní soud v Šumperku, Okresní soud ve Vsetíně (s pobočkou ve Valašském Meziříčí)    |

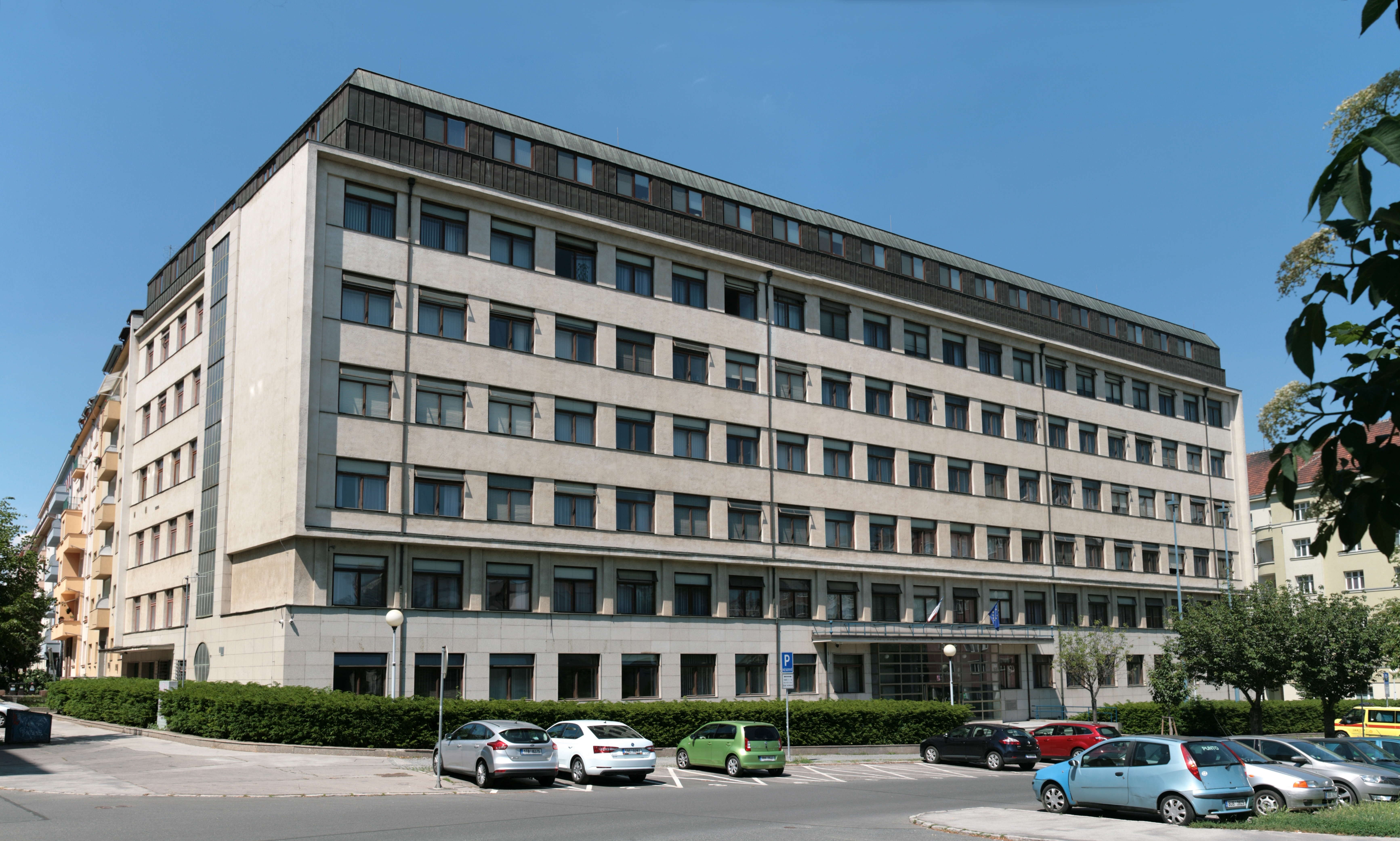
Nejvyšší soud
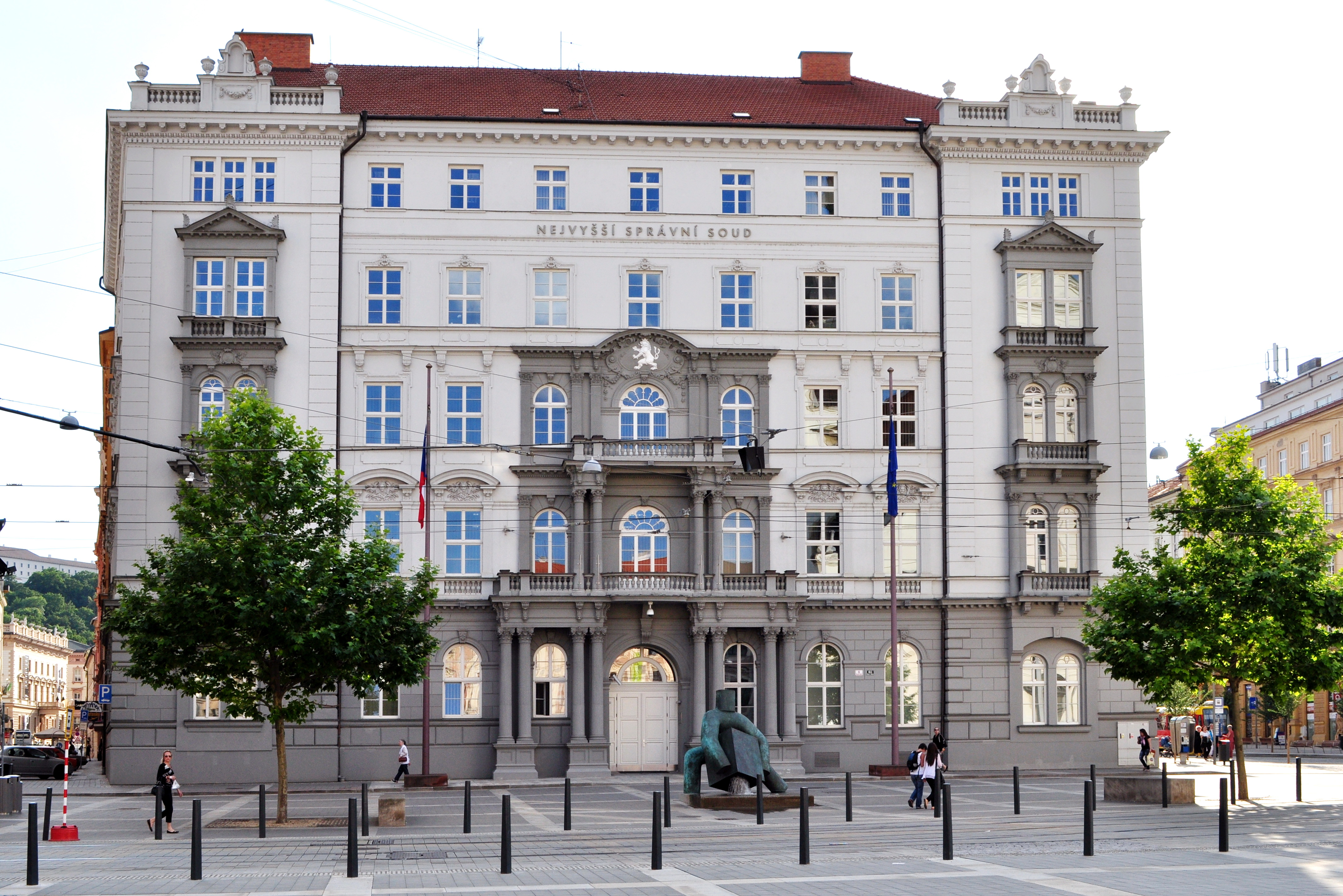
Nejvyšší správní soud
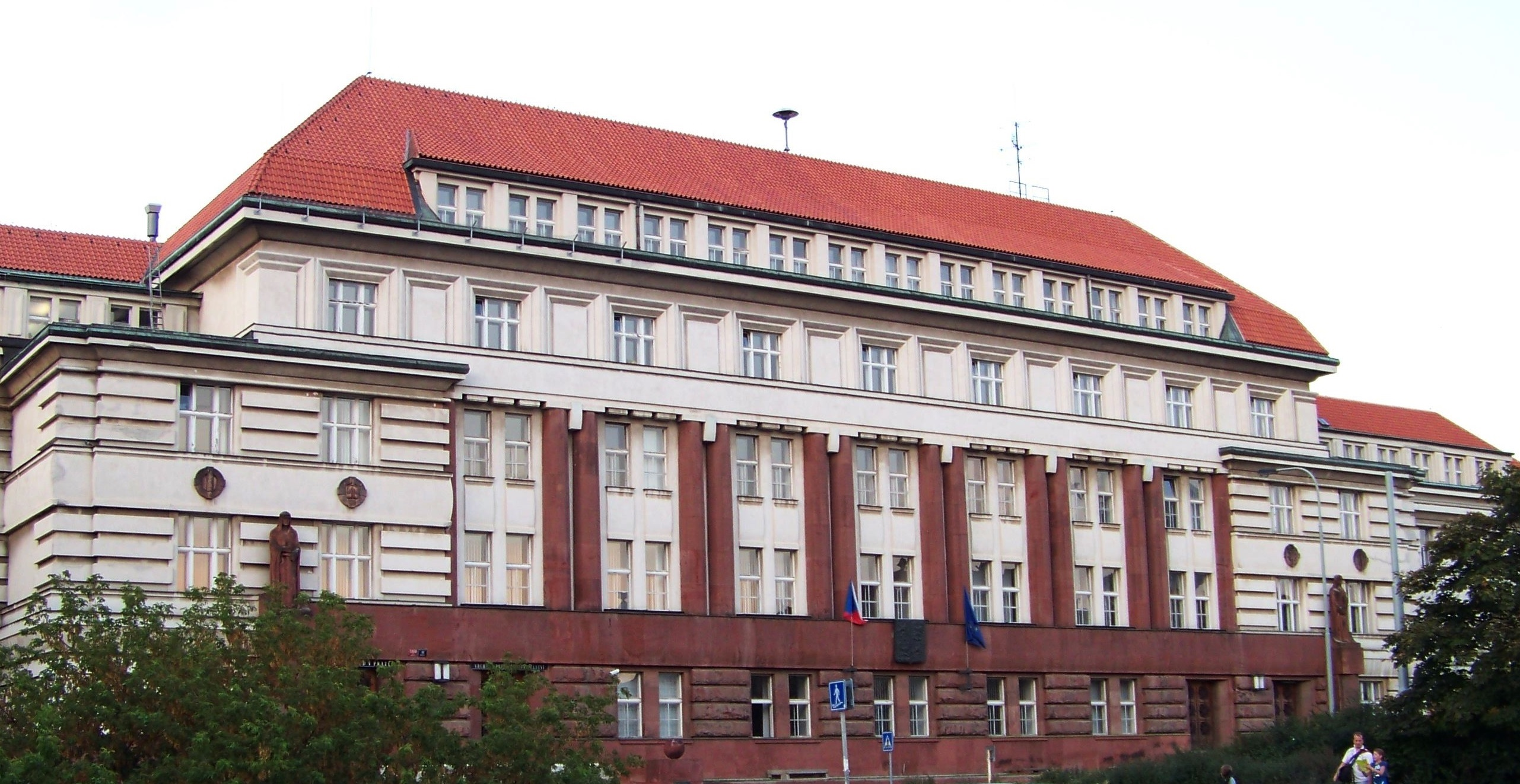
Vrchní soud v Praze
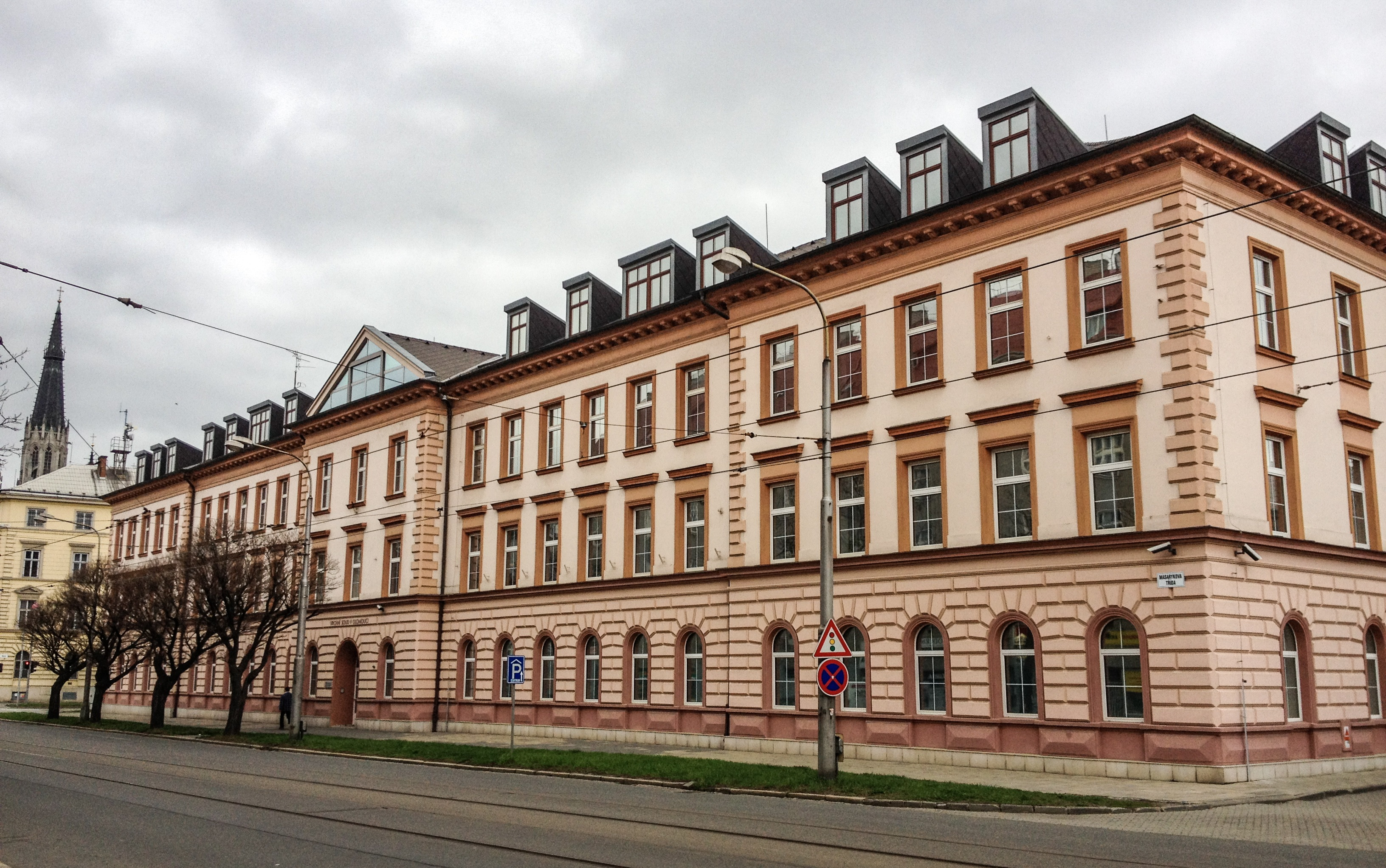
Vrchní soud v Olomouci
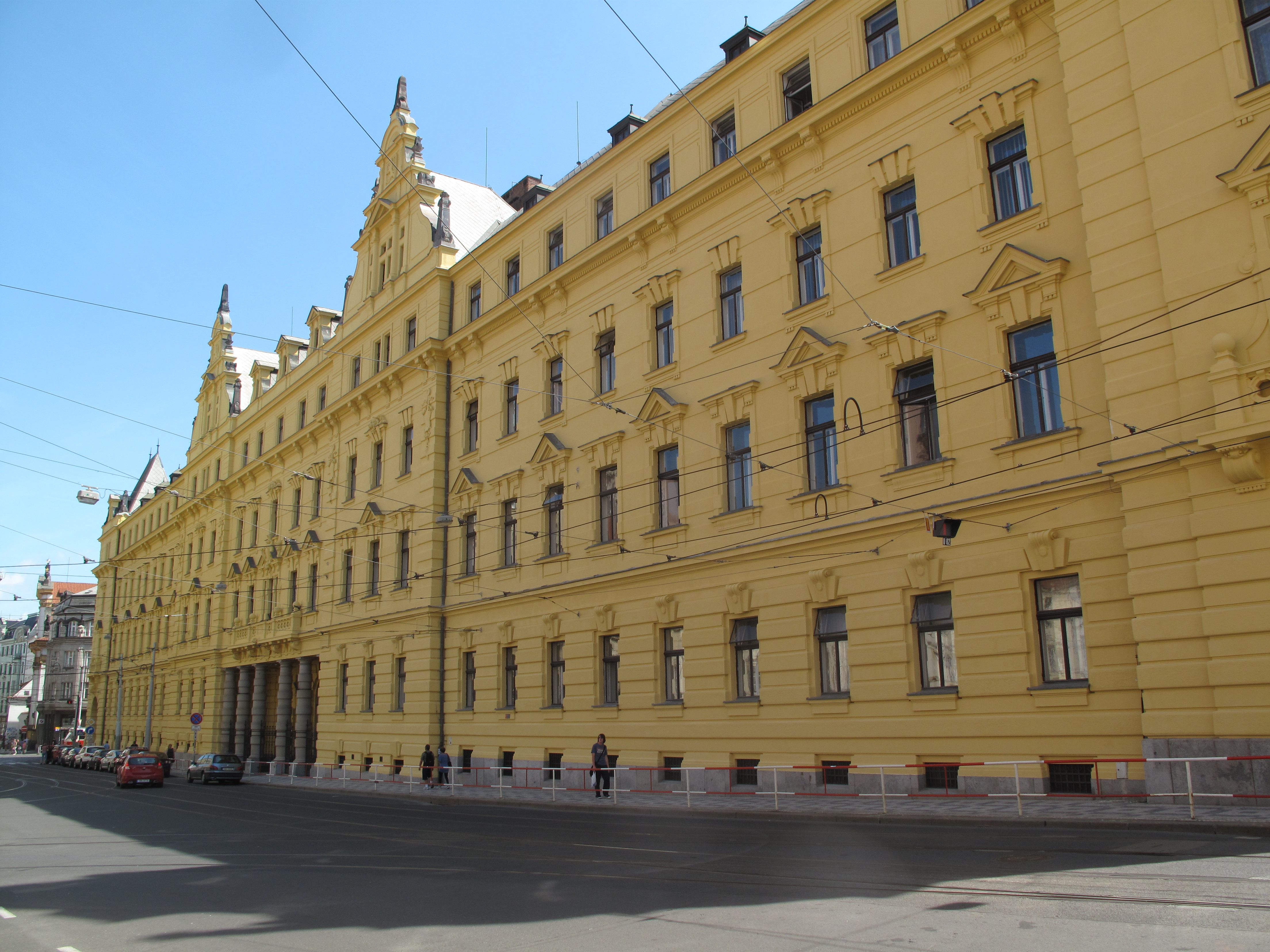
Městský soud v Praze
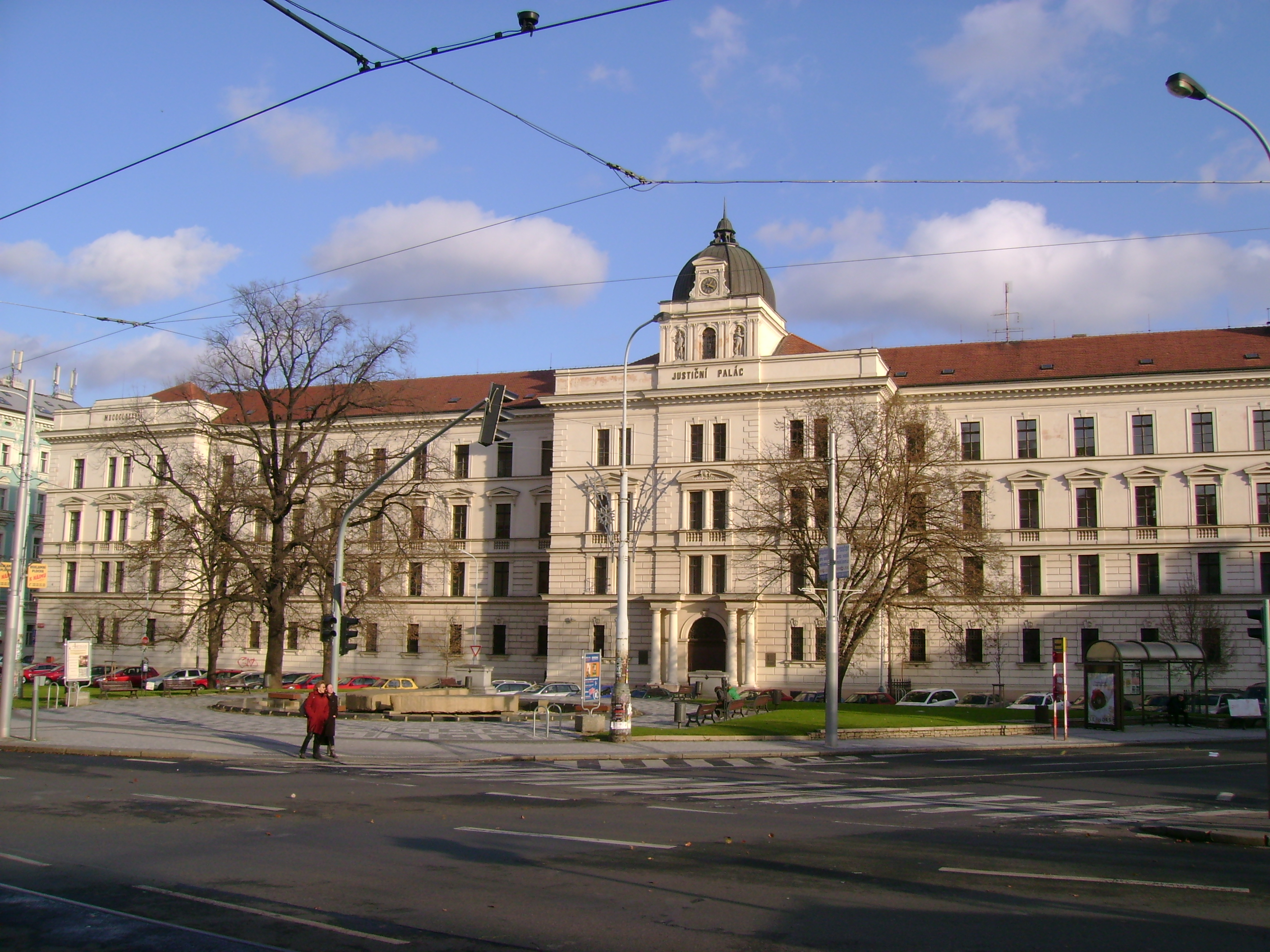
Krajský soud v Praze
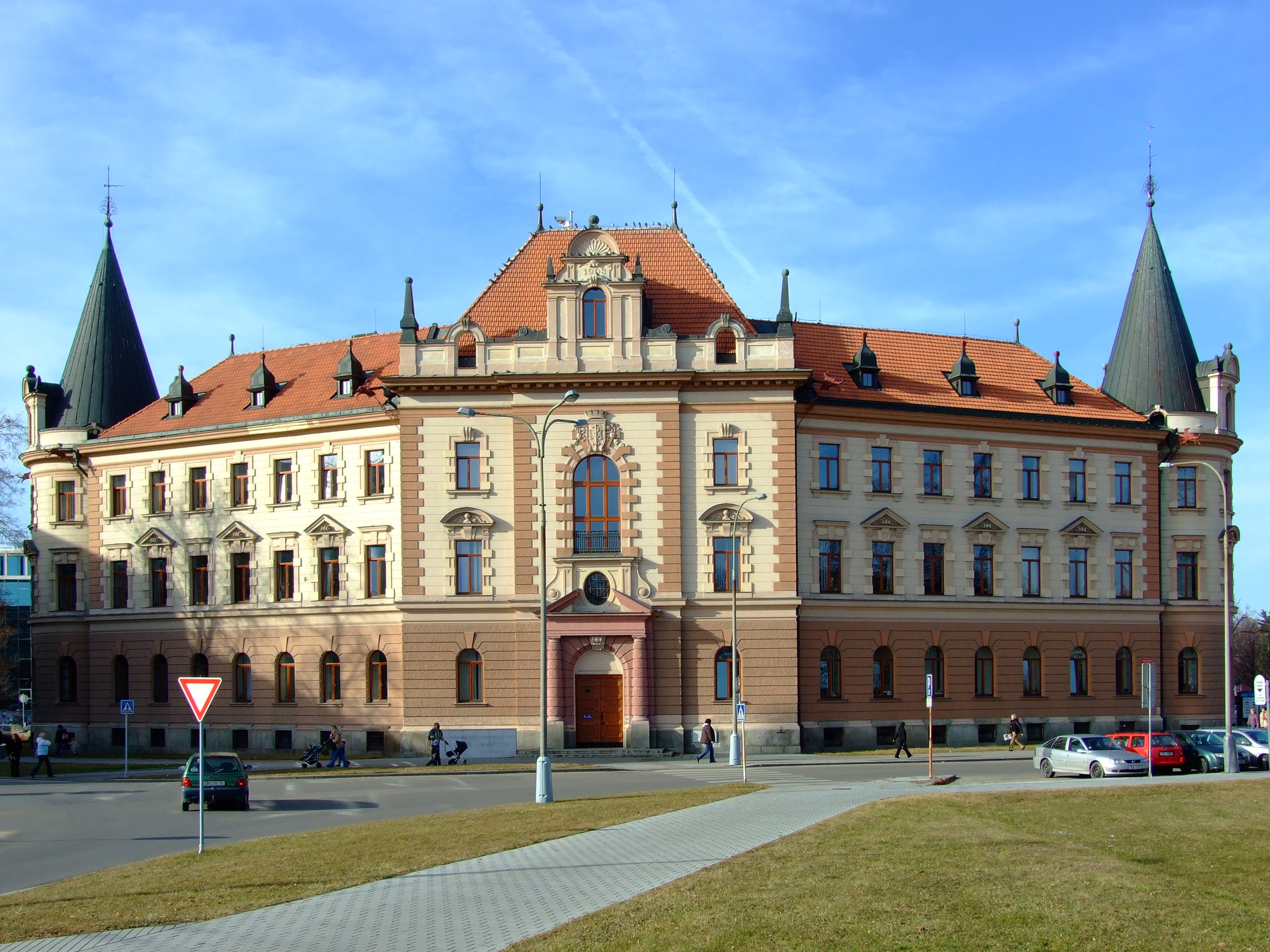
Krajský soud v Českých Budějovicích
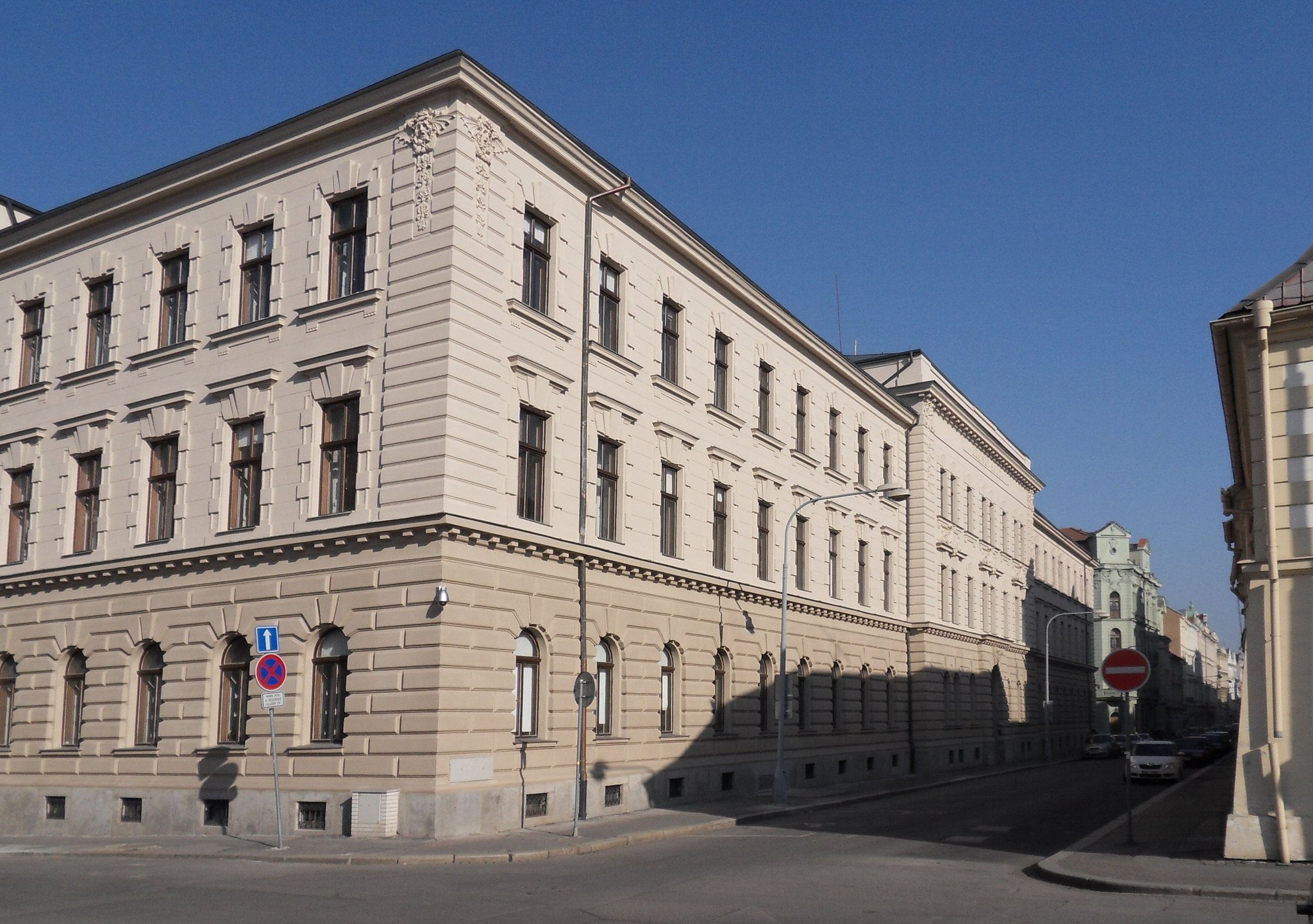
Krajský soud v Plzni
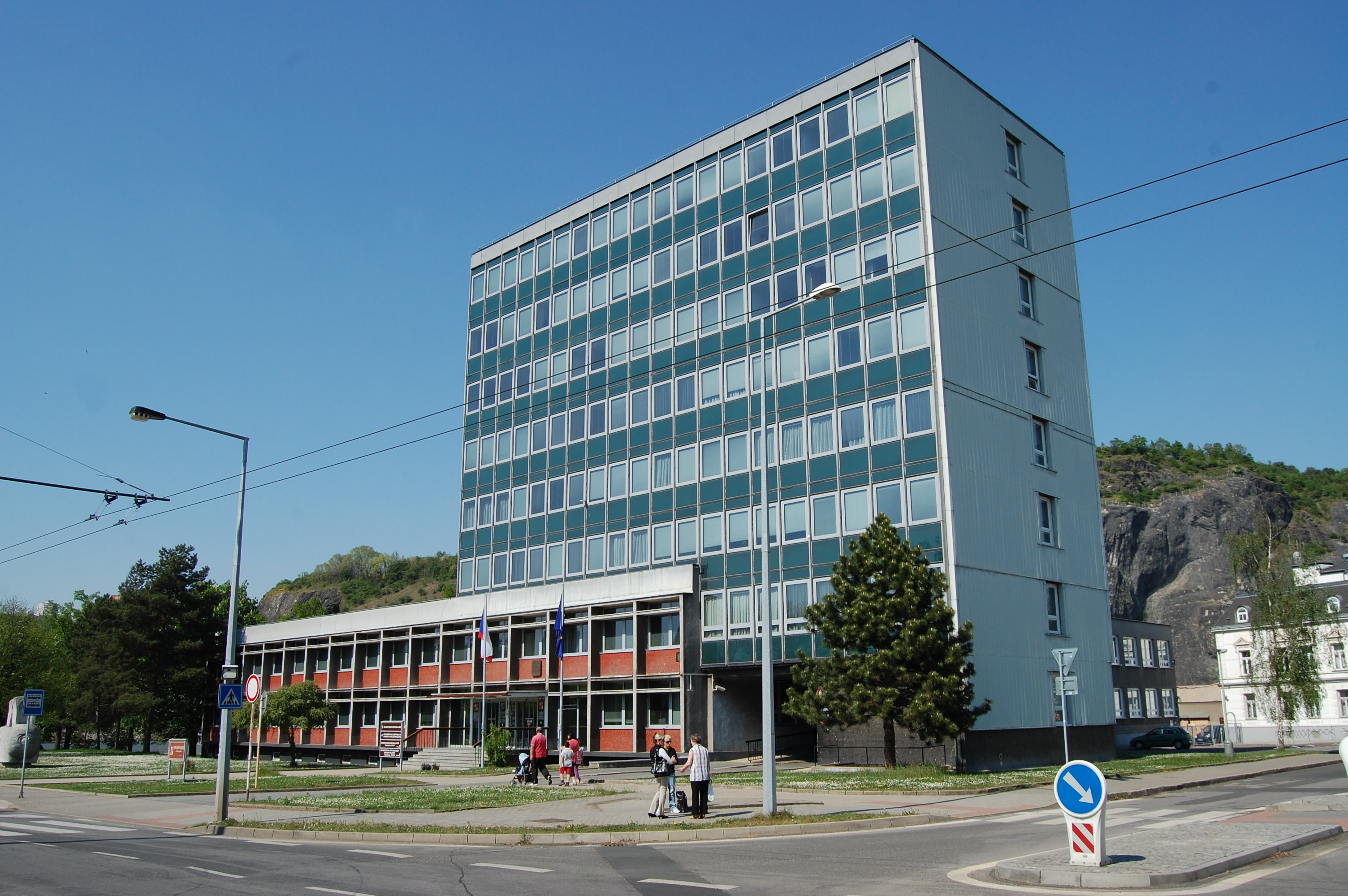
Krajský soud v Ústí nad Labem
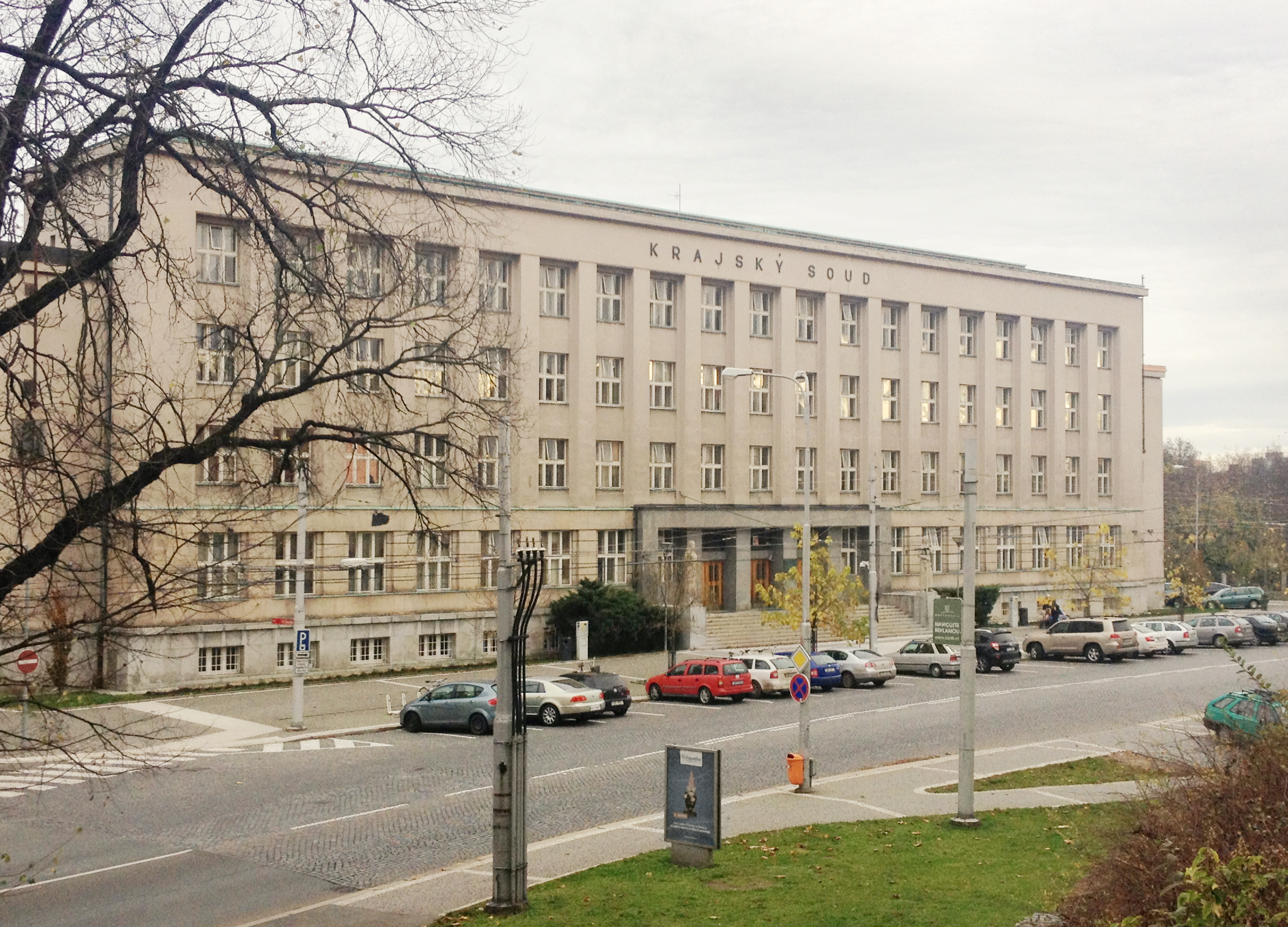
Krajský soud v Hradci Králové
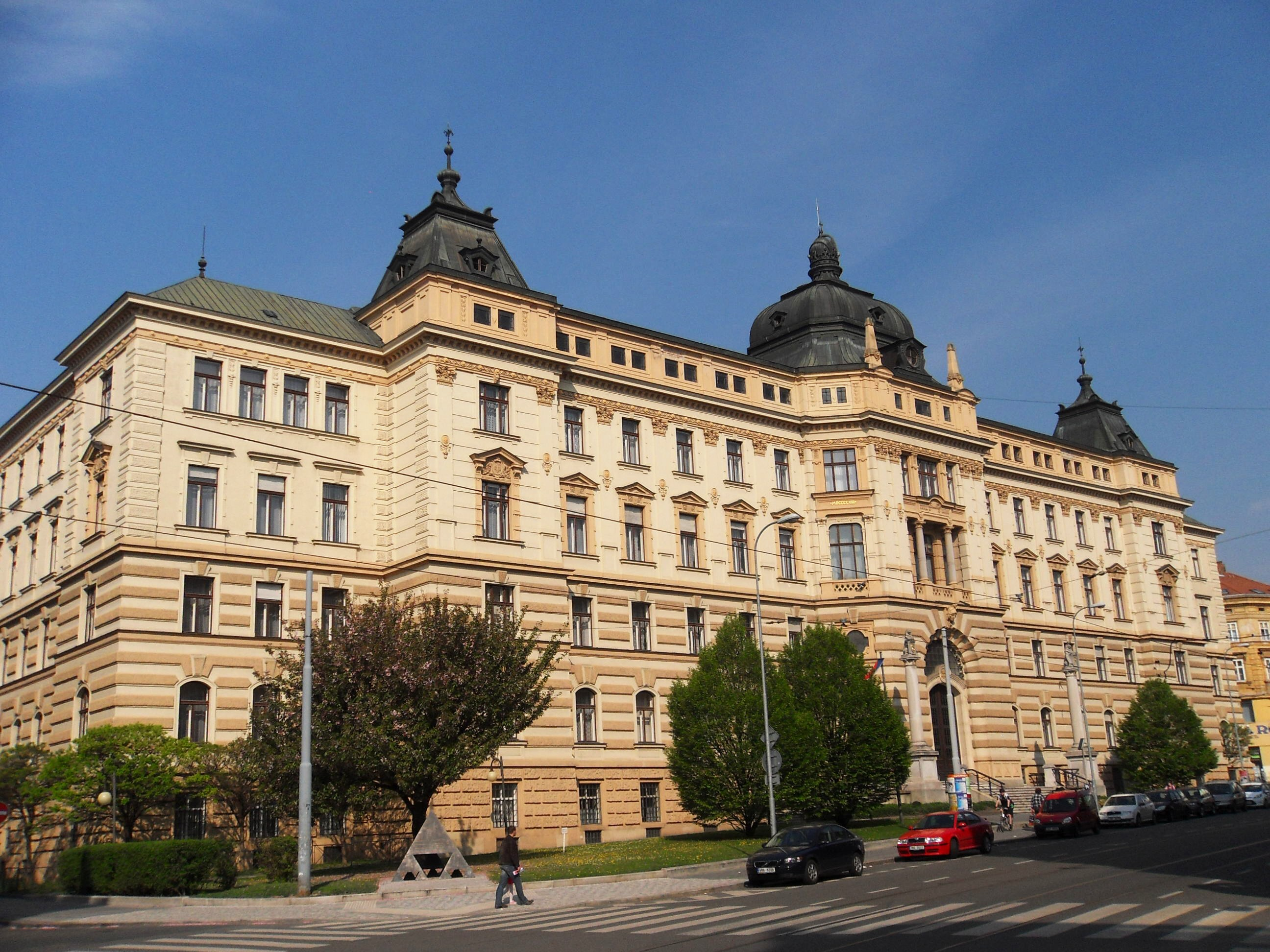
Krajský soud v Brně
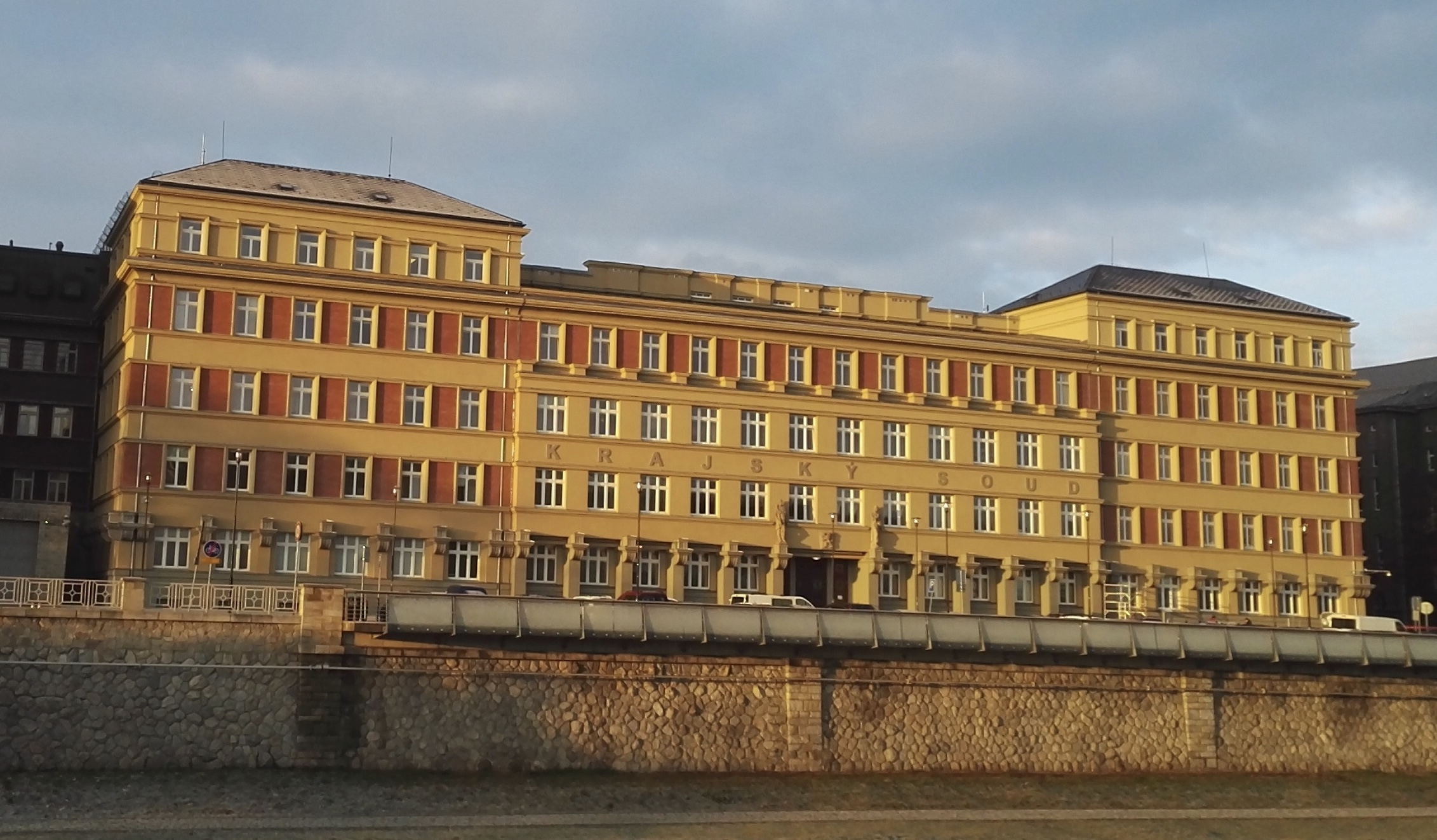
Krajský soud v Ostravě

## Právní úprava
Základními prameny právní úpravy soudnictví jsou předpisy ústavní:
- ústavní zákon č. 1/1993 Sb., Ústava České republiky, zejména její hlava čtvrtá,
- (faktický) ústavní zákon č. 2/1993 Sb., Listina základních práv a svobod, zejména její hlava pátá.

Základním zákonem je zákon č. 6/2002 Sb., o soudech, soudcích, přísedících, státní správě soudů a o změně některých zákonů (zákon o soudech a soudcích). Tento zákon obsahuje právní úpravu hlavních zásad činnosti soudů, soustavy soudů, organizace a činnosti jednotlivých článků soustavy soudů, ustanovování soudců a přísedících, jejich právního postavení, a také státní správy soudů. V přílohách k tomuto zákonu jsou stanoveny názvy, sídla a obvody vrchních, krajských a okresních soudů a jejich poboček.
Řízení u soudu je upraveno především jednotlivými procesními řády:
- zákon č. 99/1963 Sb., občanský soudní řád,
- zákon č. 292/2013 Sb., o zvláštních řízeních soudních,
- zákon č. 141/1961 Sb., o trestním řízení soudním (trestní řád),
- zákon č. 150/2002 Sb., soudní řád správní,
- zákon č. 182/2006 Sb., o úpadku a způsobech jeho řešení (insolvenční zákon).

Dalšími prameny právní úpravy soudnictví jsou dále například:
- zákon č. 182/1993 Sb., o Ústavním soudu,
- zákon č. 7/2002 Sb., o řízení ve věcech soudců, státních zástupců a soudních exekutorů,
- zákon č. 131/2002 Sb., o rozhodování některých kompetenčních sporů,
- vyhláška č. 303/2002 Sb., o výběru, přijímání a odborné přípravě justičních a právních čekatelů a o odborné justiční zkoušce a odborné závěrečné zkoušce právních čekatelů,
- zákon č. 121/2008 Sb., o vyšších soudních úřednících a vyšších úřednících státního zastupitelství,
- vyhláška č. 37/1992 Sb., o jednacím řádu pro okresní a krajské soudy.

## Organizace a činnost českých soudů

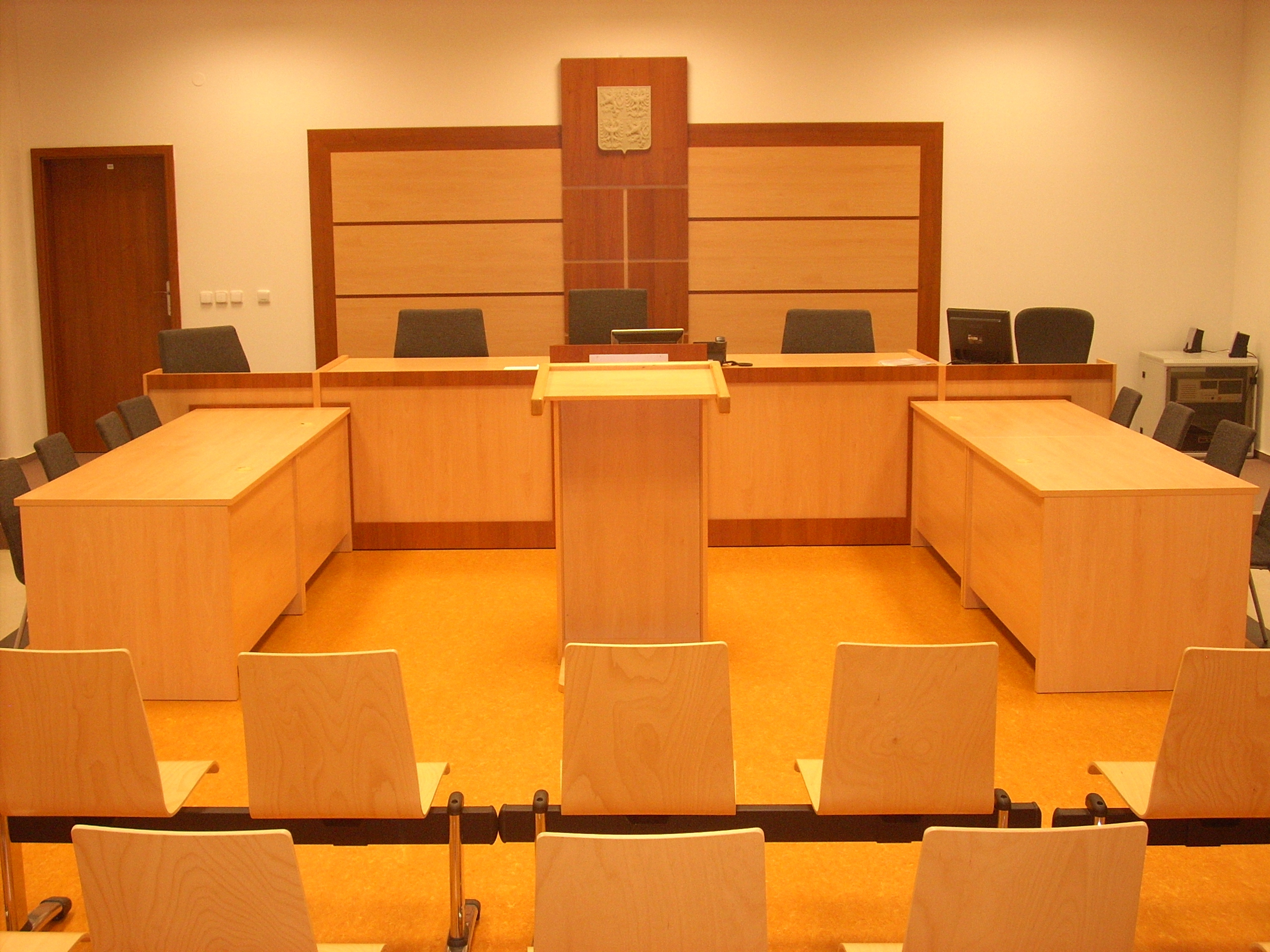
Jednací síň

Úkolem soudů je autoritativně rozhodovat o návrzích, jako je žaloba nebo obžaloba, které jsou mu v zákonem stanovených věcech a zákonem stanoveným způsobem předloženy. Konkrétní rozhodnutí pak činí zejména v jednodušších případech samosoudce, což je vždy profesionální soudce, nebo ve složitějších záležitostech soudní senát. Ten je většinou tříčlenný a obsazen také jen soudci, u okresních soudů (a také krajských soudů, pokud rozhodují jako soudy prvního stupně v trestních věcech) v něm ale zasedají i laičtí přísedící. Protože v moderním právním státě je rozhodování soudu zásadně veřejné, aby byla umožněna veřejná kontrola nad výkonem soudní moci, je jednání soudu vedeno v jednací síni s volným přístupem veřejnosti. Pouze někdy může být v zájmu ochrany mladistvých osob či veřejného pořádku veřejnost z konkrétního jednání vyloučena. Při soudním jednání se dbá na jeho důstojnost a proto je v ní mj. umístěn státní znak a soudci soudí v talárech. Pokud v řízení rozhoduje soudní senát, vede řízení jeho předseda. Kromě soudců ale určitá soudní rozhodnutí mohou mimo soudní jednání vydávat např. i asistenti soudců či vyšší soudní úředníci, kteří jsou, stejně jako soudci, na základě každoročního rozvrhu práce zařazeni do jednotlivých soudních oddělení. Administrativní chod soudního oddělení zabezpečuje jeho kancelář, složená ze zapisovatelek a vedoucí kanceláře. V každé soudní budově pak pořádek udržuje justiční stráž. Specifikou je u nejvyšších soudů existence tzv. kolegií, jejichž smyslem je soustředit soudce zaměřené na určitou agendu; u Nejvyššího soudu jsou zřízena dvě, trestní kolegium a občanskoprávní a obchodní kolegium.
Zvláštní soudní oddělení vytváří správa soudu v čele s ředitelem soudní správy. Ten je ovšem podřízen předsedovi soudu, který má na starosti chod celého soudu a který je zastupován jedním nebo více místopředsedy. Tito soudní funkcionáři jsou jmenováni z řad profesionálních soudců, a to na časově omezenou dobu sedmi let, u nejvyšších soudů deseti let (předsedové kolegií jsou jmenováni na dobu pěti let), přičemž by neměli být jmenováni opakovaně. Co se týče státní správy soudů, spočívající v jejich personálním, finančním, organizačním a obdobném zabezpečení, vykonává ji na centrální úrovni i u jednotlivých soudů (přímo nebo prostřednictvím jejich předsedů) Ministerstvo spravedlnosti. U jednotlivých soudů existují sice i soudcovské rady, volené soudci, ale ty mají pouze poradní funkci. Mezisoudní komunikaci částečně zajišťuje Grémium předsedů okresních soudů, Kolegium předsedů krajských soudů a Synod předsedů vrchních soudů, nezávislost české justice hájí také Soudcovská unie jakožto dobrovolné a nepolitické stavovské sdružení.

### Rozvrh práce
Tzv. rozvrhem práce se každoročně u všech českých soudů vytvářejí jednotlivá soudní oddělení, zařazují se do nich soudci a zaměstnanci soudu a určuje se, jaká agenda bude v jednotlivých odděleních vyřizována. Také se určuje zastupování pro případ, že soudce nebo zaměstnanec soudu nebude moci věc z důvodu nepřítomnosti, vyloučení nebo z jiných důvodů projednat a rozhodnout. V případě zřízení pobočky soudu se stanoví okruh věcí, které se budou projednávat a rozhodovat na ní. Rozvrh práce je veřejně přístupný a každý soud jej navíc zpřístupňuje přes internet. Vydává jej předseda soudu po projednání se soudcovskou radou. V průběhu roku jej lze podle potřeby měnit.
Věci se rozdělují mezi jednotlivá soudní oddělení podle jejich druhu, určeného předmětem řízení v jednotlivé věci. Způsob rozdělení věcí musí být současně stanoven tak, aby byla zajištěna specializace soudců, aby pracovní vytížení jednotlivých soudních oddělení bylo v zásadě stejné a aby nejpozději v den, kdy věc soudu došla, bylo nepochybné, do kterého soudního oddělení náleží. Rozvrh práce přitom není normou pouze interní organizační povahy, protože se jím také stanoví příslušnost konkrétního soudce, porušení jeho pravidel by znamenalo porušení ústavně chráněného práva na zákonného soudce, jednu ze záruk nezávislého a nestranného rozhodování soudů.

## Historie

### Rakousko
Soustava českých soudů v podstatě vychází ze stavu, který platí už od roku 1850, kdy byly zrušeny všechny předchozí instituce soudního charakteru. Od té doby justiční struktura s působností na českém území obsahovala:
1. Nejvyšší soudní a kasační dvůr – Sídlil ve Vídni a vznikl z pozůstatku Nejvyššího soudního úřadu. Po roce 1918 byl nahrazen Nejvyšším soudem Československé republiky se sídlem v Brně. Pro oblast správního soudnictví byl v roce 1876 zřízen Správní soudní dvůr, na který později navázal československý Nejvyšší správní soud, sídlem v Praze.
2. vrchní zemské soudy (tzv. „sborové soudy druhé stolice“) – Šlo o přeměněné dřívější apelační soudy a byly dva, pražský pro Čechy a brněnský pro Moravu i pro rakouské Slezsko.[30] Rozhodovaly v pětičlenných senátech.[31]
3. krajské soudy (tzv. „sborové soudy první stolice“) – Zpočátku označované jako zemské nebo krajinské soudy, po roce 1855 už jen jako krajské (v Praze, v Brně a v Opavě však stále jako zemské soudy). V Čechách byly v Praze, Mladé Boleslavi, Kutné Hoře, Táboře, Českých Budějovicích, Písku, Plzni, Chebu, Mostě, Litoměřicích, České Lípě, Liberci, Jičíně, Hradci Králové a Chrudimi; na Moravě v Brně, Jihlavě, Znojmě, Uherském Hradišti, Olomouci a Novém Jičíně; a v rakouském Slezsku v Opavě a Těšíně. Jejich obvod tvořilo zpravidla okolo 20 soudních okresů a v civilních věcech rozhodovaly v tříčlenných senátech.[32]
4. okresní soudy – Zřízeno jich bylo zpočátku celkem 310, postupně jejich počet mírně vzrostl, působily v tzv. soudních okresech a rozhodovaly jen samosoudcem[33] (u menších z nich byl zpravidla jen jeden soudce, který zároveň plnil funkce přednosty soudu). Za neoabsolutismu byly, s výjimkou několika ponechaných samostatných a tzv. městských delegovaných okresních soudů v sídlech krajských soudů, včleněny do smíšených okresních úřadů, po roce 1868 však byly definitivně osamostatněny.[34]

Dále byly zřízeny soudy mimořádné, a to zemský i okresní obchodní soud (v českých zemích pouze v Praze, dále jen ve Vídni a Terstu, jinde býval u krajských soudů specializovaný obchodní senát), živnostenské soudy, rozhodčí soudy nemocenských pokladen, rozhodčí soudy dělnických úrazoven a rozhodčí soudy horních a bratrských pokladen. Nezávisle na této struktuře existovala i vojenská justice.

### Československo

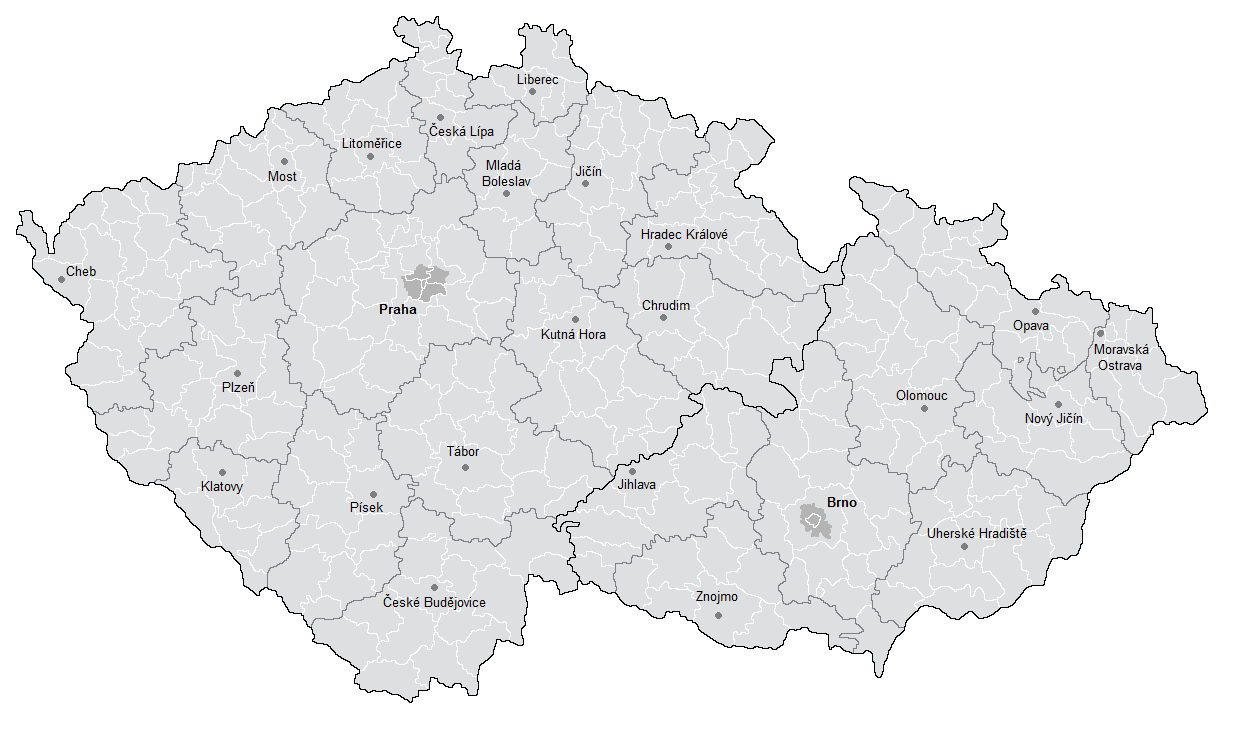
Soudní obvody v roce 1930

Po vzniku Československé republiky se soudní soustava nijak zvláště nezměnila, pouze vzhledem k vytvoření Velké Prahy byly reorganizovány soudy v Praze (obdobně bylo vládou navrženo reorganizovat dva civilní okresní soudy na území Velkého Brna, k tomu ale nakonec nedošlo), z trestního oddělení zemského soudu v Praze vznikl samostatný zemský trestní soud a od roku 1928 byly všechny sborové soudy první stolice dále nazývány již jen jako krajské soudy a sborové soudy druhé stolice jako vrchní soudy (na Slovensku se do té doby podle uherské tradice krajské soudy nazývaly sedrie a vrchní soudy soudní tabule). Dále díky rozdělení Těšínska zanikl krajský soud v Těšíně a vznikl krajský soud v Moravské Ostravě, kromě toho vznikl i nový krajský soud v Klatovech. Přibylo však mimořádných soudů, např. hornické rozhodčí soudy, rozhodčí soudy mzdové, rozhodčí soudy úrazových pojišťoven, Rozhodčí soud Státního pozemkového úřadu v Praze a Patentní soud. Pokud krajské soudy rozhodovaly v trestních tiskových věcech, označovaly se jako kmetské soudy, neboť v jejich senátech zasedali také přísedící z lidu, tzv. kmeti. Zákon na ochranu republiky pak zavedl v sídle Nejvyššího soudu zvláštní Státní soud, podobně byl v sídle Nejvyššího správního soudu zřízen Volební soud. Vznikl také první Ústavní soud, který ale nebyl příliš aktivní.
Po skončení druhé světové války byly zřízeny na základě Benešových dekretů tzv. retribuční soudy působící od roku 1945 do roku 1947. Jednalo se o mimořádné lidové soudy, které byly nástrojem sloužícím k potrestání fašistických zločinců a jejich pomahačů. Tito zločinci pak byli souzeni za trestnou činnost spáchanou na okupovaném území. Na rozhodování těchto soudů se začal podílel velký počet „soudců z lidu“, kterých byl vyšší počet než soudců z povolání. Ustaven byl též Národní soud, jehož funkce byla chápána různě, dle SNR šlo výhradně o trestní soud.
Zásadní proměna československého soudního systému ovšem přišla s komunistickým převratem. Především v souvislosti s opuštěním konceptu dělby moci soudní moc pozbyla své samostatnosti, tento přístup se projevoval hlavně v procesech proti tzv. třídním nepřátelům. Soudci z lidu se začali podílet i na fungování obecné justice, nejen soudů mimořádných (obnoven byl Státní soud), a jejich hlas měl stejnou váhu, jako soudců z povolání. Ti začali být voleni na časově omezenou dobu. Struktura československých soudů byla po roce 1949 nicméně přizpůsobena organizaci krajských a okresních národních výborů a byly také zrušeny všechny mimořádné soudy, takže od té doby byla justiční struktura alespoň značně zjednodušena:
1. Nejvyšší soud – Roku 1952 zaniká Nejvyšší správní soud a nadále tak působí již jen jeden nejvyšší soud. Po federalizaci státu však na úrovni obou republik vznikají jejich nejvyšší soudy, v české části federace tedy Nejvyšší soud České socialistické republiky se sídlem v Praze, a jim je nadřazen federální Nejvyšší soud Československé socialistické republiky, také se sídlem v Praze.
2. krajské soudy – Vzhledem k úplnému navázání justice na krajské členění státu existovaly mezi lety 1949 až 1960 v Praze, Českých Budějovicích, Plzni, Karlových Varech, Ústí nad Labem, Liberci, Hradci Králové, Pardubicích, Jihlavě, Brně, Olomouci, Uherském Hradišti[pozn. 2] a Ostravě, poté již jen v Praze (městský soud i krajský soud), Českých Budějovicích, Plzni, Ústí nad Labem, Hradci Králové, Brně a Ostravě.
3. okresní soudy – Počtem, sídly a územní působností vždy odvozené od okresů. Mezi lety 1952 až 1961 se nazývaly lidové soudy (navíc ještě mezi lety 1961 až 1964 existovaly místní lidové soudy, které byly zřizovány podle potřeby v obcích nebo i jen na pracovištích a které byly okresním soudům podřízeny).[46]

### Česko

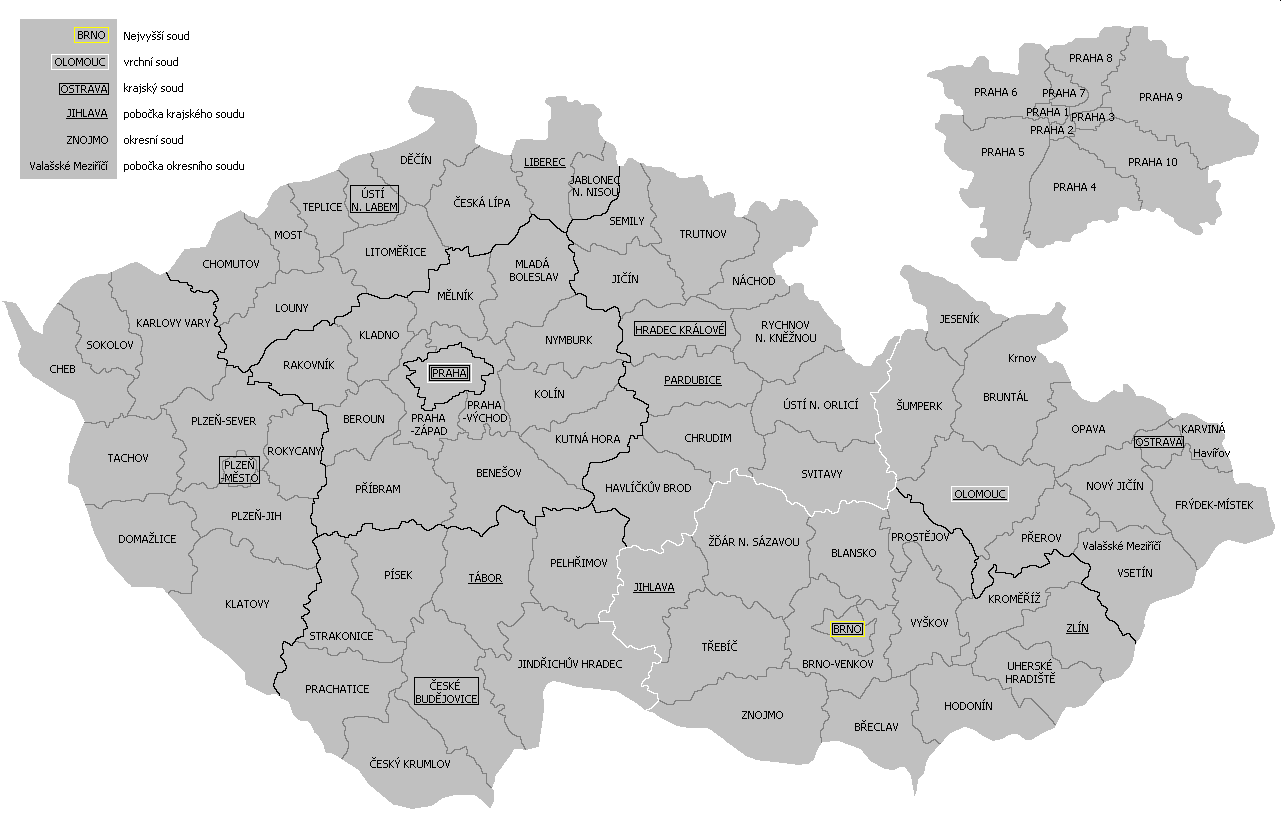
Soudní obvody v roce 2011

Po sametové revoluci se obnovuje samostatnost a nezávislost justice na ostatních mocích ve státě, soudci z povolání začali být jmenováni prezidentem republiky, a to na dobu neurčitou, soustava soudů se ale nijak zvláště nezměnila. Teprve po vzniku samostatné České republiky byly v roce 1993 zřízeny vrchní soudy jako nový článek soudní soustavy, z bývalého republikového Nejvyššího soudu vznikl ihned Vrchní soud v Praze a až roku 1996 Vrchní soud v Olomouci. Bývalý federální Nejvyšší soud byl současně transformován na Nejvyšší soud České republiky a své sídlo přesunul do Brna. Roku 1994 zanikly do té doby vždy samostatné vojenské soudy a mezi roky 1992 až 2000 fungovaly tři samostatné krajské obchodní soudy (v Praze, Brně a Ostravě), aby poté byly začleněny do soudů krajských (Krajský obchodní soud v Praze do Městského soudu v Praze), takže české soudnictví bylo již jednotné. Budování soudní soustavy tak, jak je definována v čl. 91 odst. 1 Ústavy však bylo završeno až roku 2003, kdy byl ustaven Nejvyšší správní soud České republiky. Od roku 2005 se pak začaly odchylovat jednotlivé soudní obvody od členění státu na správní obvody výkonné moci.
Se vstupem České republiky do Evropské unie v roce 2004 se české právo začalo začleňovat do systému práva evropského, svůj vliv na jeho podobu tak začal uplatňovat Soudní dvůr Evropské unie se sídlem v Lucemburku a jeho judikatura. Pro konkrétní případy, které české soudy projednávají, má však nepochybně větší význam Evropský soud pro lidská práva se sídlem ve Štrasburku, který je orgánem Rady Evropy a který může zvrátit i rozhodnutí českého Ústavního soudu.